# Katharina Maria Karl
Katharina Maria Karl (* 1976 in Regensburg) ist eine deutsche römisch-katholische Theologin. Seit Oktober 2020 ist sie Inhaberin des Lehrstuhls für Pastoraltheologie an der Katholischen Universität Eichstätt-Ingolstadt.

## Leben
Von 1999 bis 2000 absolvierte sie ein Volontariat in Guadalajara. Das Staatsexamen in den Fächern Deutsch / Katholische Religionslehre in München legte sie 2002 ab. Gefördert vom Promotionsstipendium zur Förderung des wissenschaftlichen Nachwuchses der LMU München wurde sie 2005 im Fach Religionspädagogik/Kerygmatik bei Ehrenfried Schulz promoviert. Von 2005 bis 2008 erhielt sie eine pastorale Ausbildung in der katholisch-missionarischen Fraternität Verbum Dei in San Francisco. Pastoral tätig war sie von 2007 bis 2008 in der Pfarrei St. Anthony, Long Beach mit dem Schwerpunkt Immigranten- und Firmpastoral. Am Humboldt-Gymnasium Vaterstetten lehrte sie von 2008 bis 2009 als Religionslehrerin. Von 2008 bis 2014 war sie Wissenschaftliche Mitarbeiterin am Lehrstuhl für Pastoraltheologie an der Ludwig-Maximilians-Universität München. Im Sommersemester 2014 war sie Wissenschaftliche Mitarbeiterin am Lehrstuhl Religionspädagogik und Didaktik des Religionsunterrichts der LMU München.
Nach der Habilitation 2014 für das Fach Pastoraltheologie lehrte sie seit dem Wintersemester 2014/15 als Professorin für Pastoraltheologie und Religionspädagogik an der PTH Münster (ernannt zum 1. Juli 2015). Von 2014 bis 2020 war sie darüber hinaus Leiterin des Pastoralseminars Münster. Im Sommersemester 2018 hatte sie eine Gastprofessur an der Katholisch-Theologischen Fakultät der Universität Augsburg inne und im Sommersemester 2020 nahm sie eine Gastprofessur an der Universität Salzburg wahr. Seit April 2017 ist sie Leiterin des Jugendpastoralinstituts Don Bosco in Benediktbeuern.
Im Oktober 2020 übernahm sie als Nachfolgerin von Erwin Möde die Professur am Lehrstuhl für Pastoraltheologie der Katholischen Universität Eichstätt-Ingolstadt.
Ihre Arbeitsschwerpunkte sind Formen der Nachfolge und christlicher Lebensgestaltung in der Gegenwart, biografiesensible und empirische Methoden der Pastoraltheologie, religiöse Bildkonzepte in der Stadtpastoral, interkulturelle Pastoral und Glaubenskommunikation.

## Schriften (Auswahl)
- Jüngerschaft als Lebensprinzip von Kirche. Die Missionarische Fraternität „Verbum Dei“ – ein Charisma nimmt Gestalt an. Don Bosco, München 2006, ISBN 3-7698-1576-9, (zugleich Dissertation, München 2005).
- als Herausgeberin: Scheitern und Glauben als Herausforderung (= Spirituelle Theologie. Band 4). Echter, Würzburg 2014, ISBN 978-3-429-03780-2.
- Religiöse Erfahrung und Entscheidungsfindung. Eine empirisch-pastoraltheologische Studie zur Biografie junger Menschen in Orden und geistlichen Gemeinschaften im deutschsprachigen Raum  (= Studien zur Theologie und Praxis der Seelsorge. Band 93). Echter, Würzburg 2015, ISBN 978-3-429-03808-3 (zugleich Habilitationsschrift, München 2014).
- als Herausgeberin mit Christian Uhrig: Zeit und Geist. Spirituelle und theologische Impulse zum Umgang mit der Zeit. Aschendorff, Münster 2017, ISBN 3-402-13249-4.